# Rifreddo
Rifreddo (piemontiul: Rifrèid vagy Rifrèt) település Olaszországban, Piemont régióban, Cuneo megyében. Lakosainak száma 1039 fő (2023. január 1.). Rifreddo Envie, Gambasca, Revello és Sanfront községekkel határos.

## Népesség
A település lakossága az elmúlt években az alábbi módon változott:
| Lakosok száma | 1056 | 1040 | 1039 |
|               | 2017 | 2018 | 2023 |